# オナン
オナン（ヘブライ語: אוֹנָן, ラテン文字転写: Onan）は、旧約聖書『創世記』の登場人物。聖書によれば、ユダとカナン人シェアの名もなき娘との間に産まれた2番目の息子（創世記38:2-4、歴代誌上2:3）。

## 概要
オナンの兄エルが神に処刑されたので、父ユダはオナンに兄エルの妻タマルと結婚するよう命じた（創世記38:6-8）。しかし、オナンはタマルによってもうける子が、自分の相続人とならないことを知っていたので、性交の際に膣内射精せず、故意に精液を地に漏らした（創世記38:9）。これは神の意に反することであったので、オナンは神により処刑された（創世記38:10、46:12、民数記26:19）。

## 備考
上述の故事から、オナンはオナニーの語源となっているが、正確にはその行為は、避妊のための膣外射精である。